# Платан Айсідори Дункан
Платан Айсідори Дункан. Обхват 5,55 м, вік 160 років, висота 32 м, стан дерева добрий. Росте в  Ялті, Крим, на набережній в 20 м від пам'ятника жертвам депортації  кримських татар, недалего від готелю «Ореанда». Названий на честь відомої американської танцівниці  А. Дункан, яка захоплювалася деревом, коли була в Ялті під час своїх кримських гастролей в 1923 р. Дерево необхідно заповісти, захистити і встановити охоронний знак.

## Ресурси Інтернету
- Фотогалерея самых старых и выдающихся деревьев Украины

## Виноски
1. 1 2   Шнайдер С. Л., Борейко В. Е., Стеценко Н. Ф. 500 выдающихся деревьев Украины. — К.: КЭКЦ, 2011. — 203 с.